# Playa de Punxéu
La Playa del Punxéu está en el concejo de Valdés, en el occidente del Principado de Asturias (España) y pertenece al pueblo de Querúas. Forma parte de la Costa Occidental de Asturias y está enmarcada en el Paisaje protegido de la Costa Occidental de Asturias.

## Descripción
Su forma es semicircular, tiene una longitud de unos 800 m y una anchura media de 15 m. El entorno es prácticamente virgen y una peligrosidad media. El lecho está formado por cantos rodados y muy pocas zonas de arenas gruesas. La ocupación y urbanización son escasas.
Para acceder a la playa, más bien a la parte más accesible y agradable, hay que llegar a Busto y luego a Querúas donde hay que preguntar por “Corbeiros” que es la cala más conocida. Antes de bajar a ella hay que caminar unos 800 m por la linde del acantilado hasta llegar a una arboleda tras la cual está Punxéu. Para alcanzar el arenal, hay que bajar por el extremo oeste que además coincide en que es el más fácil de los accesos. También hay un acceso por el centro de la cala por donde bajan unas escaleras de madera francamente peligrosas y casi verticales. La playa es conocida también por el nombre de Ferreiro pues está dentro de la gran concha con este nombre. Por último, decir que la bajada es muy peligrosa y bastante larga lo que aumenta la probabilidad de tener algún incidente.